# Rinia
Rinia (griechisch Ρήνεια [ˈrinja] oder Ρηνεία [riˈnia] (f. sg.), auch Rheneia) ist eine heute unbewohnte griechische Insel in der Ägäis, die zur Inselgruppe der Kykladen gehört. Die Insel Rinia befindet sich heute im Besitz der Gemeinde Mykonos.

## Name
Der Name der Insel leitet sich von dem griechischen Wort für Frieden (Ειρήνη Eiríni) ab, von dem sich auch der weibliche Name Irene ableiten lässt. Aufgrund der unmittelbaren Nähe zu ihrer in der Antike weitaus bedeutenderen, wenn auch kleineren Nachbarinsel Delos wurde Rinia im 19. Jahrhundert (und vermutlich auch zu früheren Zeiten) vereinzelt auch ‚Groß Delos‘ genannt. Als Inselgruppe wurden die beiden Nachbarinseln Delos und Rinia beizeiten auch ‚Délia‘ (griechisch τα Δήλια (n. pl.)) genannt, was im Deutschen wohl am ehesten mit der Bezeichnung „die Delischen“ zu übersetzen ist.

## Lage
Die Insel liegt etwa neun Kilometer südwestlich von Mykonos und gut 140 Kilometer südöstlich der griechischen Hauptstadt Athen. Die Nachbarinsel Delos ist nur durch eine 700 bis 1.100 Meter breite Meerenge von Rinia getrennt.

## Beschaffenheit
Rinia ist eine eher flache und baumlose Insel mit einer stark zergliederten Küstenlinie. Sie hat eine Fläche von 13,904 km² bei einer Länge (in Nord-Süd-Richtung) von 7,5 km und einer maximalen Breite von 3,4 km. Die Insel besteht aus zwei jeweils 136 Meter hoch aufragenden Inselteilen, von denen der nördlichere größer ist. Beide Inselhälften sind durch einen etwa 60 Meter breiten Isthmus verbunden. Die Gesamtküstenlänge der Insel beträgt etwa 43 km.

## Geschichte
Die ältesten archäologischen Funde bezeugen eine Besiedlung der Insel seit dem 5. Jahrtausend v. Chr. (Neolithikum).
Auch in der Antike war die Insel bewohnt, stand aber immer im Schatten der damals weitaus bedeutenderen Nachbarinsel Delos. Der ältestbekannte historische Bezug auf die Insel Rinia datiert in das Jahr 530 v. Chr., in dem Polykrates (Tyrann von Samos) die Insel besetzte und dem Tempel des Apollon auf Delos widmete.
Im Jahre 454 v. Chr. fiel die Insel Delos (und mit ihr vermutlich auch Rinia) in die Abhängigkeit Athens. Dies zog mit sich, dass Peisistratos die sogenannte 1. Katharsis (Reinigung, griech. κάθαρσις) durchführte, die zur Folge hatte, dass sämtliche Gräber aus der Umgebung der heiligen Tempel entfernt wurden. Diese religiöse Reinheitsvorschrift wurde zu Beginn des Peloponnesischen Krieges noch verschärft, indem mit der sogenannten 2. Katharsis ab 425 v. Chr. alle Geburten, Todesfälle und Bestattungen auf Delos verboten wurden und sämtliche Gräber auf die Nachbarinsel Rinia verlegt wurden, die somit zur Nekropole von Delos wurde. Etwa zur selben Zeit wurde auf Rinia ein Sanatorium für die Schwerkranken eingerichtet, die fortan nicht mehr berechtigt waren, auf Delos zu bleiben.
Nach dem Niedergang der Insel Delos, der im Jahre 87 v. Chr. mit dem 1. Mithridatischen Krieg eingeleitet wurde, verlor auch Rinia an Bedeutung und wurde aufgegeben.
Es gibt einige eher weniger bekannte Ausgrabungsstätten, die immerhin einige kunsthistorische Funde zu Tage gebracht haben, die überwiegend im archäologischen Museum von Mykonos ausgestellt werden.

## Heute
Die Insel ist seit den 1980er Jahren unbewohnt, zuletzt lebten noch gut 20 Einwohner auf Rinia. Sie dient heute als Weidegebiet für überwiegend halbwilde Ziegen, die von einigen gelegentlich hier übernachtenden Hirten gehütet werden. Da die Insel keine nennenswerten Sehenswürdigkeiten besitzt, wird sie im Gegensatz zu Delos nur gelegentlich von Touristenschiffen angelaufen. Die Buchten von Rinia dienen jedoch immer öfter als Ankerplatz für Yachten.
Die Insel nimmt etwa zwei Drittel des 15,98 km² großen Natura-2000-Gebietes Nisides Mykonou (Rinia, Chtapodia, Tragonisi) (Νησίδες Μυκόνου (Ρήνεια-Χταπόδια-Τραγονήσι)) GR 4220027 ein.

## Trinitätsfest
50 Tage nach Ostern, am Pfingstsonntag des griechisch-orthodoxen Kirchenjahres (griech. Πεντηκοστή Pentikostí), findet auf Rinia alljährlich ein großes Volksfest (griech. πανηγύρι panigýri) statt, das sogenannte Trinitätsfest, benannt nach der Heiligen Dreifaltigkeit (griech. Αγία Τριάδα), bzw. der Trinität (lat. trinitas ‚Dreizahl‘) von Gott Vater, Sohn (Jesus Christus) und dem Heiligen Geist. Zu diesem feierlichen Anlass landen geschätzte 500 bis 600 Einwohner (so der Fall am Pfingstsonntag des 12. Juni 2011) der umliegenden Inseln – insbesondere von Mykonos, Syros und Tinos – mit Booten an den nördlichen Stränden der Insel. Im Nordwesten von Rinia befindet sich, umgeben von fünf provisorischen kleinen Behausungen (der größten saisonalen Siedlung der Insel), die winzige Kapelle der Aghía Triáda (der Hl. Dreifaltigkeit), deren Schutzpatron, der Trinität, das zu feiernde Fest gewidmet ist. An dem nahegelegenen Strand ankern die meisten Boote, und es werden dort Zelte aufgestellt und bezogen. Ab etwa neun Uhr abends beginnt das Fest mit einer offenen Liturgie und einem Brotsegen (Eulogie), dem die Schlachtung und Zubereitung zahlreicher Ziegen vorangegangen ist. Es wird daraufhin bis in die frühen Morgenstunden ein mehrgängiges Festmahl traditioneller lokaler Speisen gereicht, dazu wird lokaler Weißwein genossen und begeistert getanzt, um so der Heiligen Dreifaltigkeit eine gebührende Aufwartung zu machen. Zentrales Ereignis neben dem Bankett ist die teilweise durch Gesang begleitete und mittels traditioneller Instrumente gespielte Musik, sowie der Volkstanz im Reigen (wobei das Tragen lokaler Trachten keine Rolle mehr spielt). Zu den Musikinstrumenten gehören die Bouzouki (eine gezupfte Schalenhalslaute), die Lyra (eine gestrichene Schalenhalslaute), die Defi (eine mit Ziegenleder bespannte Rahmentrommel), die Toumbi (eine Zylindertrommel) und die in ihrem Fortbestand heute stark gefährdete Tsambouna (eine kleine Sackpfeife, bestehend aus einem Ziegenlederwindsack, einem Anblashorn und einer Spielpfeife aus Ziegenhorn). Es wird bis zum Morgengrauen getanzt und gefeiert, woraufhin sich das Fest dem Ende neigt und die Gäste nach und nach die Insel wieder verlassen – bis man sich zum nächsten Trinitätsfest des Folgejahres wieder auf den Weg auf die sonst unbewohnte Insel Rinia macht.